# 梭温 (副大将)
梭温副大将（發音：[só wɪ́ɴ]），现任缅甸国防军副总司令、国家安全与和平委员会副主席。2012年5月，时任缅甸总统登盛任命其为负责与少数民族地方武装团体谈判的委员会负责人。梭温与国家和平与发展委员会前副主席貌埃副大将关系密切。曾任緬甸副總理、国家管理委员会副主席。